# Satellite Flight: The Journey to Mother Moon
A Satellite Flight: The Journey to Mother Moon Kid Cudi, amerikai rapper negyedik stúdióalbuma, amelyet 2014. szeptember 25-én adtak ki. Az album nem volt előre bejelentve, csak egy pár órával a megjelenés előtt beszélt róla az előadó.
Kid Cudi először 2013 októberében beszélt a projektről, amikor még egy középlemezként (EP) jelentette be. Ekkor azt mondta, hogy egy előzetese lesz a Man on the Moon III albumhoz és egy hídként fog funkcionálni a trilógia utolsó része és az Indicud (2013) között.

## Háttér
2013 októberében, mikor turnézott egy texasi fellépésén Cudi bejelentette, hogy ki fog adni egy EP-t, valamikor a következő három hónapban. Azt is elmondta, hogy ő és Dot da Genius – akivel a WZRD együttesben dolgozott együtt – lesznek a producerei. Azt mondta, hogy ez egy előzetese lesz a Man on the Moon III (2015-ben jelent volna meg) albumhoz és egy hídként fog funkcionálni a trilógia utolsó része és az Indicud (2013) között. 2013. október 19-én elmondta, hogy a Going to the Ceremony, egy dal, amelyet SoundCloudon már kiadott is rajta lesz az lemezen. Ugyanez volt a helyzet egy Day ’n’ Nite remixével is. 2013 novemberében Cudi a Twitterén jelentette be az album címét. December 16-án pedig a SoundCloudon keresztül adta ki a Satellite Flightot. Pár nappal később pedig a következőt tweetelte: „Ez az EP úgy van elkészítve, hogy visszaszerezzem a stílusomat, amelyet mások az elmúlt 5 évben próbáltak lemásolni.”
2014. január 18-án Kid Cudi elmondta, hogy az EP februárban fog megjelenni  „ Februárban fogunk mind felszállni. Kezdjetek bepakolni Cud Fam!” Aznap később a következőt tweetelte: „A Satellite Flight: The Journey To Mother Moon egy híd az Indicud és a MOTM3 között.” „Amikor kiadom az EP-t, hallgassátok végig az összes albumomat a MOTM1-től elkezdve, hogy felkészüljetek a következőre, a MOTM3-ra.” Január 27-én pedig elmondta, hogy nem EP lesz, hanem egy teljes hosszúságú stúdióalbum, és ettől függetlenül még mindig februárban lesz kiadva.
Január 31-én egy MTV-vel készített interjúban elmagyarázta, hogy inspirációja nem engedte, hogy EP legyen és inkább készített egy teljes albumot. Ugyanekkor elmondta, hogy az Indicud és a MOTM3 közötti hidat fogja képezni: „Ott kezdődik, ahol az Indicudnak vége lett és egyenes a MOTM3-ba vezet bele. Olyan mint egy TV sorozat. Az albumnak hirtelen lesz vége, mielőtt észrevennéd, de ott van a ’nemsokára folytatjuk’ benne. Van még, amit nem tudunk a történetből.” 2014 február 13-án a Twitterén keresztül megmutatta az album számlistáját és a borítóját, amit önmaga készített. Ehhez hozzáadta, hogy ez a számlista csak a digitális verzióra vonatkozik és az alapvető verzión lesznek extra dalok is.

## Kiadás és promóció
Négy hónappal az Indicud (2013) megjelenése után, Cudi váratlanul kiadott egy új dalt, a Going to the Ceremonyt, bármi más információ nélkül. Egy dallasi koncertje közben, októberben Cudi bejelentette új projektjét: „Amikor elmondom nektek a megjelenési dátumot, addigra már maximum 24 óra lesz a megjelenésig. Nem fogjátok tudni mikor fog történni, de mindenképp a következő három hónapban.” 2014. február 24-én néhány Tweetben jelentette be a megjelenést „Ideje megállítani a világot” és „Egy óra felszállásig,” Cudi éjfélkor adta ki az albumot. Amikor az album megjelent iTunes-on, a kiadási dátum április 29 volt, mely után Cudi a következőt tweetelte: „A dátum április 29, de ez csak egy. glitch. Vagy mégse ;) AZ ALBUM ELÉRHETŐ MOST.”
Mikor megjelent az album, több magazin is Jay-Z Magna Carta Holy Grailjének (2013), Kanye West Yeezus-ának (2013) és Beyoncé ötödik albumának kiadásához. Egy 2014 februári interjúban Cudi beszélt az összehasonlításokról: „Úgy voltam vele hogy ’Elegem van a marketingből és az albumok népszerűsítésében. Csak ki akarom dobni.’ Amúgy sem terveztem ezt a projektet. Csak úgy voltam vele, hogy ’Csináljuk így, aztán meglátjuk mi történik’.” Azt is elmondta, hogy már megvolt mikor fogja kiadni az albumot, mikor Beyoncé kiadta sajátját. „Tudtam, hogy február környékén fogom csinálni – eredetileg január volt a cél. A 30. szülinapom környékén akartam kiadni, Beyoncé albuma decemberben jött ki. Ha lett volna egy időgépem tudtam volna, de az övé az egy meglepetés volt mindenkinek.” Bár időben megelőzte Cudit, azt is megmutatta neki, hogy a stratégia működhet „Ugyanakkor pedig magabiztosságot adott nekem a Beyoncé album, hogy ezt véghez lehet vinni. ’Oh, ez az, volt egy tesztalany és működött!’ Tökéletes, most megpróbálhatom én is. Szép, hogy ez nekem is működött, mert én nem vagyok Beyoncé. Talán a legmerészebb álmaimban és a legszebb napjaimon.”
2014. március 4. Kid Cudi megjelent a Chelsea Latelyn, ahol az Oscar-díjra jelölt Gabourey Sidibe interjúvolta meg és a Satellite Flightról, illetve a 2014-es Need For Speed filmről beszélt. 2014 márciusában Cudi szerepelt a The Arsenio Hall Show-ban, ahol beszélt az albumról, öngyilkos gondolatairól, a hiphop helyzetéről és előadta az Internal Bleeding című számot.

## Kereskedelmi teljesítménye
A Satellite Flight: The Journey to Mother Moon negyedik helyen debütált a Billboard 200-on és 87 ezer példányt adtak el belőle az első héten, a másodikon pedig még 8,300-at. 2015 novemberéig 177 ezer példánynál tart az album az Egyesült Államokban.

## Számlista
| 1.    | Destination: Mother Moon                | Kid Cudi               | 1:51 |
| 2.    | Going to the Ceremony                   | WZRD                   | 3:48 |
| 3.    | SATELLITE FLIGHT                        | WZRD                   | 4:35 |
| 4.    | Copernicus Landing                      | Kid Cudi               | 4:36 |
| 5.    | Balmain Jeans (Raphael Saadiq-kal)      | Kid Cudi               | 5:27 |
| 6.    | Too Bad I Have to Destroy You Now       | Kid Cudi Dot da Genius | 6:17 |
| 7.    | Internal Bleeding                       | Kid Cudi               | 4:16 |
| 8.    | In My Dreams 2015                       | Kid Cudi               | 1:46 |
| 9.    | Return of the Moon Man (Original Score) | Kid Cudi               | 5:15 |
| 10.   | Troubled Boy                            | Kid Cudi               | 3:23 |
| 41:14 |                                         |                        |      |

## Előadók
- Kid Cudi – producer, gitár (5., 10. számon), executive producer
- Dot da Genius – producer (2, 3., 6. szám), szintetizátor (8, 9. szám), zongora (5. szám), felvételek (2., 10. szám)
- Iain Findlay – felvételek (1., 3–9. szám), keverés, programozás (1. szám)
- Raphael Saadiq – gitár (5. szám), háttérének (5. szám)
- Vlado Meller – masterelés (összes)
- Larry Gold – vonós hangszerelés (3. szám)
- The Larry Gold Orchestra – vonósok (3. szám)
- Dennis Cummings – executive producer
- Kyledidthis – design

## Slágerlisták

### Heti slágerlisták
| Slágerlisták (2014)                    | Legmagasabb pozíció |
| -------------------------------------- | ------------------- |
| Ausztrál Albumok (ARIA)                | 55                  |
| Belga Albumok (Ultratop Flanders)      | 132                 |
| Belga Albumok (Ultratop Wallonia)      | 109                 |
| Kanadai Albumok (Billboard)            | 7                   |
| Francia Albumok (SNEP)                 | 115                 |
| UK Albumok (OCC)                       | 67                  |
| UK R&B Albumok (OCC)                   | 9                   |
| US Billboard 200                       | 4                   |
| US Top R&B/Hip-Hop Albumok (Billboard) | 2                   |

### Év végi slágerlisták
| Slágerlisták (2014)                   | Pozíció |
| ------------------------------------- | ------- |
| US Top R&B/Hip-Hop Albums (Billboard) | 40      |
| US Rap Albums (Billboard)             | 23      |

## Kiadások
| Régió            | Dátum             | Formátum           | Kiadó                                      |
| ---------------- | ----------------- | ------------------ | ------------------------------------------ |
| Világszerte      | 2014. február 25. | digitális letöltés | Wicked Awesome Records, Universal Republic |
| Egyesült Államok | 2015. április 18. | LP                 | Wicked Awesome Records, Universal Republic |